# Паншино (Ленинградская область)
Паншино — деревня в Ям-Тёсовском сельском поселении Лужского района Ленинградской области.

## История
ПАНШИНО — деревня Люткинского сельского общества, прихода села Климентовского.
 
Крестьянских дворов — 12. Строений — 83, в том числе жилых — 15. Ветряная мельница. 

Число жителей по семейным спискам 1879 г.: 38 м. п., 50 ж. п.; по приходским сведениям 1879 г.: 36 м. п., 45 ж. п.

В конце XIX — начале XX века деревня административно относилась к Тёсовской волости 5-го стана 3-го земского участка Новгородского уезда Новгородской губернии.

ПАНШИНО — деревня Люткинского сельского общества, дворов — 19, жилых домов — 19, число жителей: 40 м. п., 58 ж. п. 

Занятия жителей — земледелие, выпас телят. Река Рыденка. (1907 год)

Согласно карте из «Исторического атласа Санкт-Петербургской Губернии» 1915 года деревня называлась Паньшино и насчитывала 11 крестьянских дворов.
С 1917 по 1927 год деревня Паншино входила в состав Тёсовской волости Новгородского уезда Новгородской губернии.
С 1927 года, в составе Веряжинского сельсовета Оредежского района.
С 1928 года, в составе Волкинского сельсовета. В 1928 году население деревни Паншино составляло 103 человека.
По данным 1933 года деревня называлась Паньшино и входила в состав Волкинского сельсовета Оредежского района.
По данным 1936 года деревня Паншино была административным центром Волкинского сельсовета, в который входили 7 населённых пунктов, 240 хозяйств и 6 колхозов.
C 1 августа 1941 года по 31 января 1944 года деревня находилась в оккупации.
С 1954 года, в составе Заручьёвского сельсовета.
С 1959 года, в составе Лужского района.
В 1965 году население деревни Паншино составляло 48 человек.
По данным 1966 года деревня Паншино также входила в состав Заручьёвского сельсовета Лужского района.
По данным 1973 и 1990 годов деревня Паншино входила в состав Приозёрного сельсовета.
По данным 1997 года в деревне Паншино Приозёрной волости проживали 7 человек, в 2002 году — также 7 человек (все русские).
В 2007 году в деревне Паншино Ям-Тёсовского СП — 7 человек, в 2010 году — 6, в 2013 году — 8.

## География
Деревня расположена в восточной части района близ автодороги 41А-004 (Павлово — Мга — Луга).
Расстояние до административного центра поселения — 9 км.
Расстояние до ближайшей железнодорожной станции Чолово — 25 км. 
Деревня находится на правом берегу реки Рыденка.

## Демография
| 2007 | 2010 | 2017 |
| ---- | ---- | ---- |
| 7    | ↘6   | ↘5   |

## Улицы
Центральная.